# Saccasne
Saccasne, niedersorbisch Zakaznja, ist ein bewohnter Gemeindeteil von Schmogrow, einem Ortsteil der Gemeinde Schmogrow-Fehrow im Landkreis Spree-Neiße in Brandenburg. Der Ort gehört dem Amt Burg (Spreewald) an und war bis zur Eingemeindung nach Schmogrow am 10. Januar 1973 eine eigenständige Gemeinde.

## Lage
Saccasne liegt in der Niederlausitz knapp sieben Kilometer nordöstlich von Burg (Spreewald) im äußersten Osten des Biosphärenreservates Spreewald und gehört zum amtlichen Siedlungsgebiet der Sorben/Wenden. Unmittelbar nördlich des Dorfes liegt die Grenze zum Landkreis Dahme-Spreewald. Umliegende Ortschaften sind Neu-Byhleguhre im Norden, Schmogrow im Südosten, Werben (Spreewald) im Süden, Burg-Dorf im Südwesten, Burg-Kauper im Westen sowie Byhleguhre im Nordwesten.
Saccasne liegt etwa zwei Kilometer nördlich der Landesstraße 501 von Burg nach Peitz. Östlich von Saccasne beginnt die Lieberoser Heide.

## Geschichte

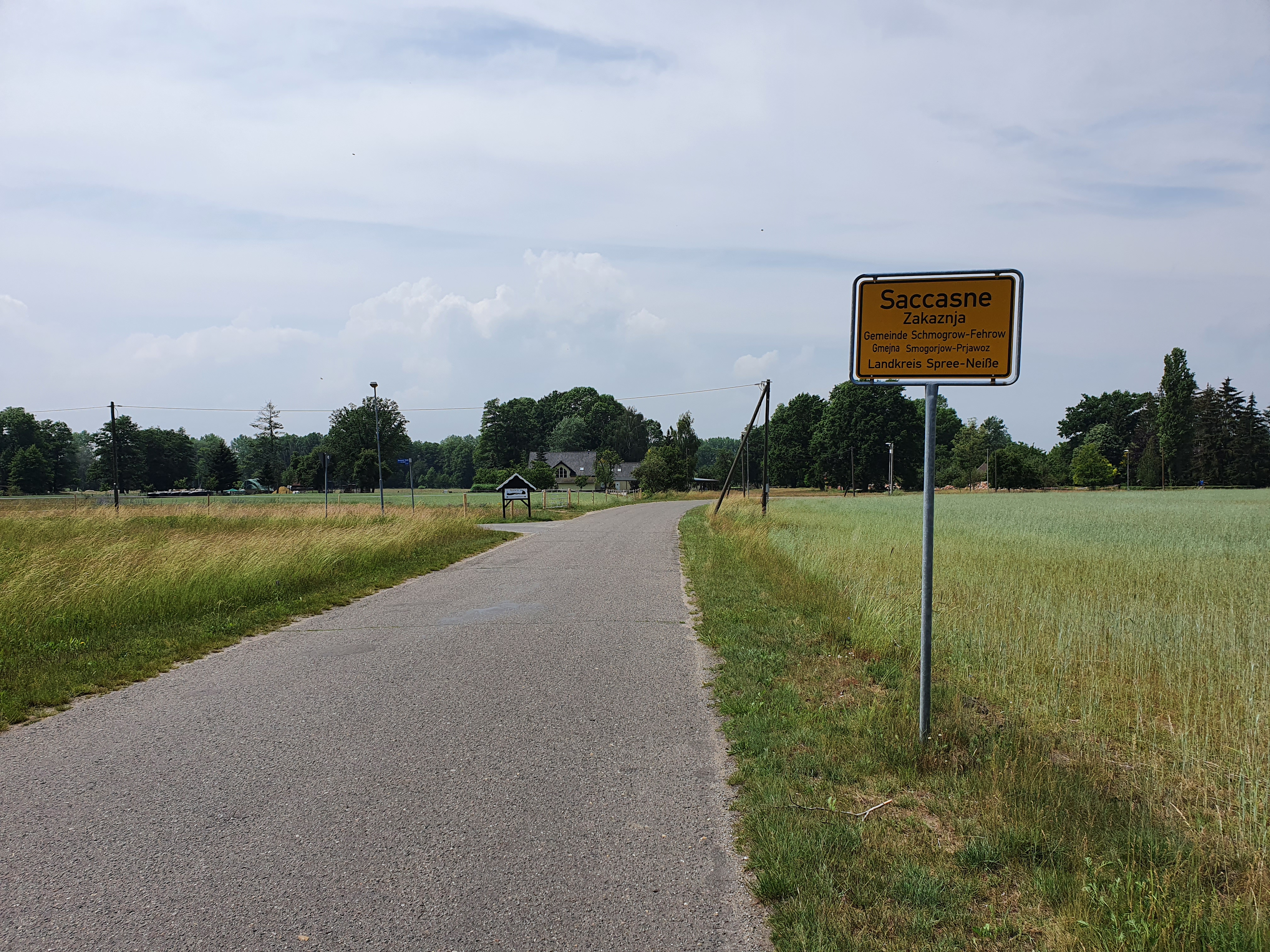
Südöstlicher Ortseingang

Das Dorf Saccasne wurde 1753 als Forsthaus angelegt. Der Ortsname stammt aus der niedersorbischen Sprache und bedeutet „Schonung im Walde“. In der Anfangszeit wurde der Ort auch als Sacasne oder Saccasin bezeichnet. Bis 1806 war Saccasne ein preußisches Dorf der Herrschaft Cottbus, die im Jahr 1806 an das Königreich Sachsen abgetreten werden musste. Laut Friedrich Wilhelm August Bratring bestand die Siedlung im Jahr 1809 aus dreizehn Büdnerstellen, hatte 60 Einwohner und war dem Domäneamt Peitz angehörig. Kirchlich gehörte Saccasne zu Fehrow.
Nach den Vereinbarungen des Wiener Kongresses kam Saccasne 1815 wieder zum Königreich Preußen zurück. Bei der dort im folgenden Jahr durchgeführten Gebietsreform wurde der Ort dem Landkreis Cottbus im Regierungsbezirk Frankfurt der Provinz Brandenburg zugeordnet. Laut der Topografisch-statistischen Übersicht des Jahres 1844 hatte Saccasne damals 13 Wohnhäuser und 72 Einwohner. Zudem war der Ort inzwischen nach Briesen umgepfarrt worden. Noch gegen Ende des 19. Jahrhunderts war Saccasne eine sorbischsprachige Gemeinde. Laut der Statistik über die sorbische Bevölkerung in der Lausitz von Arnošt Muka in den 1880er-Jahren waren alle Einwohner von Saccasne Sorben. Bei der Volkszählung zum 1. Dezember 1910 hatte der damals als Sackasne bezeichnete Ort 64 Einwohner.
Am 1. Oktober 1938 wurde Saccasne zwangsweise nach Schmogrow eingemeindet, erhielt jedoch nach dem Ende des Zweiten Weltkrieges die kommunale Eigenständigkeit zurück. 1946 lag die Einwohnerzahl der Siedlung bei 91. Am 1. Juli 1950 wechselte die Gemeinde Saccasne in den Landkreis Lübben. Bei der zwei Jahre später erfolgten DDR-Kreisreform kam der Ort in den neu gebildeten Kreis Cottbus-Land im Bezirk Cottbus. Ernst Tschernik zählte 1956 noch einen sorbischsprachigen Anteil von 42,4 %. Am 10. Januar 1973 wurde Saccasne wieder nach Schmogrow eingemeindet. Nach der Wiedervereinigung lag Saccasne im Landkreis Cottbus im Land Brandenburg, die Gemeinde Schmogrow schloss sich dort am 16. Juli 1992 mit mehreren anderen Gemeinden dem Amt Burg (Spreewald) an. Seit dem 6. Dezember 1993 liegt Saccasne im Landkreis Spree-Neiße. Am 31. Dezember 2001 fusionierten Schmogrow und Fehrow zu der neuen Gemeinde Schmogrow-Fehrow, zu der Saccasne seitdem gehört.

## Bevölkerungsentwicklung
| Jahr | Einwohner |
| ---- | --------- |
| 1875 | 68        |
| 1890 | 71        |
| 1910 | 64        |

| Jahr | Einwohner |
| ---- | --------- |
| 1925 | 68        |
| 1933 | 63        |
| 1939 | 77        |

| Jahr | Einwohner |
| ---- | --------- |
| 1946 | 91        |
| 1950 | 81        |
| 1964 | 62        |

| Jahr | Einwohner |
| ---- | --------- |
| 1971 | 65        |

Gebietsstand des jeweiligen Jahres